# Vovinam Viet Vo Dao
Vovinam (forma prescurtată de la Võ Việt Nam; vietnameză Việt Võ Đạo, Artele Marțiale din Vietnam) este un stil de arte marțiale vietnameze, fondat în 1936 de către Nguyễn Lộc. Maestru fondator s-a axat pe doctrina "revoluția minții", a cărei esență este orientată spre încurajarea practicanților pentru evoluție. Vovinam a moștenit esența artelor marțiale  tradiționale, combinată cu modernitatea, potrivită pentru toți entuziaștii de arte marțiale.  În cultura artelor marțiale vietnameze, Vovinam este cel mai dezvoltat stil de luptă din Vietnam. După aproape 70 de ani de la fondare, Vovinam s-a dezvoltat în peste 35 de provincii și orașe la nivel national, precum și în peste 35 de țări din lume .
Vovinam include practica artelor marțiale cu și fără arme, bazat pe principiul îmbinării durității  și  fineții . Tehnicile de auto-apărare asigură apărarea împotriva atacurilor fără arme, cum ar fi strangularea, precum și apărarea împotriva atacurilor cu arma. Practicanții avansați învață să combine tehnicile și să învețe să se apere împotriva adversarilor cu arme tradiționale: bastonul lung, bastonul scurt, cuțitul, sabia etc. Armele servesc ca instrument de instruire pentru atingerea unui control optim al corpului și al minții.

## Istorie

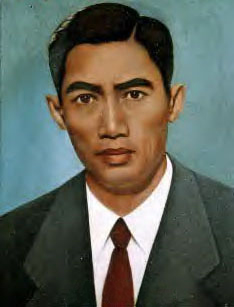
Maestru fondator Nguyễn Lộc

VO este o adevărată tradiție culturală în Vietnam. Artele Marțiale vietnameze sau VO sunt creația unui popor care în ultimii 4000 de ani nu a încetat să lupte pentru supraviețuire. Practicarea unitară a VO-ului s-a transmis urmându-se reguli foarte stricte, în școli private. 
Vovinam Việt Võ Đạo a fost înființat de maestrul Nguyễn Lộc (1912 – 1960) în 1938, cu intenția de a oferi practicanților o metodă eficientă de autoapărare după o perioadă scurtă de studiu. Vovinam este o combinație sintetizată din stilurile chineze, artele marțiale tradiționale vietnameze, cu elemente a sistemelor japoneze și coreene
După o serie de demonstrații publice din Hanoi, în 1940 Nguyễn Lộc a fost invitat la  Ecole Normale  (Hanoi) să predea disciplina Vovinam, care și-a câștigat popularitatea. În anii următori, tulburările politice au crescut pe tot parcursul Vietnamului. Din cauza orientării politice naționaliste a sistemului, arta a fost suprimată. 
În 1954, Nguyễn Lộc a emigrat în Vietnamul de Sud, unde a reușit să continue practica sa și să înființeze școli Vovinam. 
După moartea maestrului Nguyễn Lộc în 1960, discipolul său Le Sang a continuat dezvoltarea și promovarea internațională a Vovinam-ului până la decesul său, 27 septembrie 2010. Maestrul Nguyen Van Chieu (născut la 4 noiembrie 1949), practicant Vovinam din 1965, discipol al maestrului Le Sang, promovează imaginea Vovinam Viet Vo Dao. Maestrul Nguyễn Văn Chiếu a acționat întotdeauna în favoarea înființării federațiilor și, în special, a jucat un rol important în înființarea Federației Mondiale de Vovinam - WVVF (Vietnam - 2008), a Federației  Asiatice de Vovinam - AVF (Iran - 2009) Federația Europeană Vovinam Viet Vo Dao - EVVF (Franța - 2010), Federația Vovinam din Asia de Sud - SEAVF (Cambodgia - 2010) și Federația Vovinam din Africa - FAV (Algeria - 2012).

### Discipolii maestrului Nguyễn Lộc

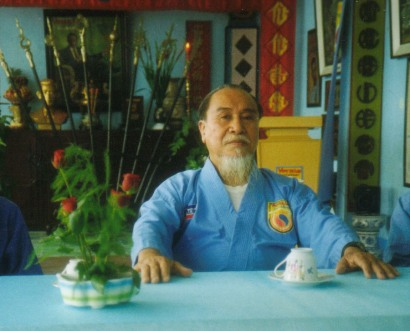
Marele maestru Lê Sáng

Marele maestru Lê Sáng, s-a născut în toamna anului 1920, a fost fiul mai mare al lui Lê Văn Hiển (cunoscut în mod profesionist ca Đức Quang, 1887 - 1959) și Nguyễn Thị Mùi (1887 - 1993).
În 1939, după ce a suferit o boală severă care l-a lăsat să meargă cu dificultate, a urmat sfatul mamei sale și a început să studieze artele marțiale pentru a-și întări picioarele și a-și îmbunătăți sănătatea fizică. Astfel a ajuns la școala de Vovinam a marelui maestru Nguyễn Lộc, la Colegiul Pedagogic din Hà Nội (Ecole Normale). Datorită capacității sale naturale, a inteligenței și a practicii diligente, după doar câțiva ani, a fost ales de Nguyễn Lộc pentru a participa la activitatea de formare a noilor practicanți de Vovinam din Hà Nội. A dezvoltat disciplina Vovinam în multe locuri din provinciile de nord din Việt Nam: Hữu Bằng, Chế Lưu, Ấm Thượng, Thanh Hương, Đan Hà, Đan Phú, etc.
La sfârștul anului 1954, a primit sarcina de a dezvolta mișcarea Vovinam în zonele Sài Gòn și Gia Định. În 1957 (anul Đinh Dậu), când Marele Maestru Fondator s-a îmbolnăvit, Maestrul Lê Sáng a preluat și a învățat pe toți discipolii din acel moment. Între timp, el a deschis încă 3 cluburi. La sfârșitul lunii aprilie 1960, inainte de moarte, Nguyễn Lộc l-a numit pe maestrul Lê Sáng urmatorul lider responsabil de disciplina Vovinam.
Maestrul Nguyễn Văn Chiếu s-a născut în Vietnam la 4 noiembrie 1949. A început să practice Vovinam în 1965 cu Maestrul Trịnh Ngọc Minh și mai târziu cu maestru Lê Sáng. În 1967, a obținut titlul de instructor Vovinam și a predat la Petrusky Vovinam Club din Saigon. În 1969-1970, a predat Vovinam în Cam Ranh Town, orașul Nha Trang și a devenit director al Centrului de formare Cam Ranh.
Între anii 1970 și 1975, a predat Vovinam în orașul Quy Nhơn (Bình Định). În cei 5 ani petrecuți în Quy Nhơn, a deschis și a construit 12 cluburi Vovinam și a fost directorul Centrului de Formare Vovinam din provincie (Bình Định). A răspândit treptat Vovinamul în orașele din jur. 
În 1990, maestrul Nguyễn Văn Chiếu și-a făcut prima călătorie în afara Vietnamului. Împreună cu alți trei maeștri, a plecat în Belarus timp de o lună pentru a efectua demonstrații și a introduce Vovinam. După întoarcerea sa în Vietnam, el și-a concentrat atenția asupra construirii regulilor tehnice și de luptă împotriva concurenței și a reușit să obțină aprobarea și autorizarea primului Campionat Național de Vovinam din orașul Ho Chi Minh (Vietnam) în decembrie 1992. În 1996, a condus și a participat împreună cu elevii săi la o serie de demonstrații foarte reușite la cel de-al doilea Festival de Arte Marțiale și jocuri din Bangkok (Thailanda), care a atras 52 de țări. În 1997, a călătorit pentru prima oară în Tenerife (Spania), și de atunci sa extins în Europa (Franța, Italia, Germania, Belgia, România). El a ajutat la deschiderea podului între Vovinam Vietnam și Europa și multe delegații din țările europene au venit în Vietnam pentru a se antrena și pentru a afla mai multe despre Vovinam.
Nguyễn Văn Chiếu este fondatorul primelor turnee internaționale Vovinam, care, începând cu anul 2009, au fost organizate sub egida Federației Mondiale a Vovinamului. De asemenea, a pus pe picior pe 4 continente diferite pentru a face demonstrații și seminarii, în Rusia, SUA, Indonezia, Singapore, Taiwan, Malaezia, Cambodgia, Iran, India.
La 24 august 2010, la Tō Đường, Maestru Lê Sáng și-a anunțat dorința de a vedea înființarea unui nou comitet de organizare. El a numit acest comitet de organizare: "Consiliul de conducere al Școlii de conducere a școlii Vovinam Việt Võ Đạo" (Hội Đồng Võ Sư Chưởng Quản Môn Phái Vovinam Việt Võ Đạo) și a stabilit-o pentru a înlocui organizațiile existente până în prezent. Maestrul Nguyễn Văn Chiếu a fost numit "Chánh Chưởng Quản" - șeful Consiliului de conducere al conducătorilor și șeful școlii Vovinam. El este în prezent Maestrul cu cel mai înalt grad Vovinam (Hồng Đai Ngũ Cấp - 9 Đẳng), în și în afara Vietnamului, și are studenți din întreaga lume.

## Logou
Logoul VOVINAM VIET VO DAO - fon galben cu o bordură albastră, în centru simbolul YIN-YANG (AM-DUONG în vietnameză). Partea superioară a emblemei este în formă de pătrat, iar partea de jos este în formă de cerc, care reprezintă ADEVĂRUL, PERFECȚIUNEA și FRUMUSEȚEA.
Simbolul YIN-YANG (AM-DUONG) care reprezintă viața și cele două elemente opuse este traversat de harta Vietnamului – originea artelor marțiale tradiționale VOVINAM VIET VO DAO.
Cercul YIN-YANG e delimitat de un cerc de culoare albă ce simbolizează calea de a unifica în armonie diferențele dintre cele două elemente, în scopul de a păstra continuitatea vieții în timp.

## Teorie

### Duritate și finețe
Teoria Yin și Yang (vietnameză: "Âm-Dương" și "Nhu-Cương") afirmă că totul în univers și pe pământ este inițiat prin interdependența Âm (negativ) și Dương (pozitiv). Vovinam Việt Võ Đạo folosește  duritatea  și  finețea  într-un raport egal pentru adaptare la orice situație.
Practicantul dezvoltă capacitatea de a combina  duritatea  și  finețea  atât în luptă, cât și în viața de zi cu zi. Aceasta urmărește să dezvolte abilitățile fizice, precum și spiritul de luptător. Evident că nu doar armonia dintre duritate și finețe contribuie la însușirea filozofiei artei marțiale. Acestea sunt în strânsă corelație cu  spiritul de luptă ,  curajul ,  tenacitatea ,  corectitudinea ,  modestia ,  toleranța . Esența principiului constă în formarea moralității și modului de aplicare a tehnicilor în vederea modelării caracterului practicantului.

### Principii
10 principii pe care trebuie să le respecte practicantul de Vovinam Viet-Vo-Dao:
- Să atingă un nivel înalt în artele marțiale pentru a putea servi umanitatea;

- Să dezvolte cu loialitate disciplina Vovinam Viet-Vo-Dao și să sprijine formarea de noi generații de practicanți;

- Să cultive unitatea între practicanți, să-i respecte atât pe cei avansați cât și pe începători;

- Să respecte regulile și regulamentele Vovinam Viet-Vo-Dao și să cultive onoarea artelor marțiale;

- Să respecte celelalte stiluri de arte marțiale și să folosească abilitățile doar în caz de legitimă apărare;

- Să se autodepășească continuu, să aibă un comportament etic;

- Să aibă ca principii în viață: onestitatea, modestia și caracterul nobil;

- Să-și dezvolte voința fermă de a depăși obstacolele din viață;

- Să-și dezvolte discernământul, tenacitatea și să acționeze cu înțelepciune;

- Să cultive încrederea în sine, autocontrolul și bunăvoința și să progreseze prin autocritică.

## Vovinam din întreaga lume

### Statele Unite
Prima școală de Vovinam din afara Vietnamului a fost înființată în Houston, Texas, de emigranți vietnamezi în 1976, după căderea din Saigon (Hồ Chí Minh).

### Federația Mondială de Vovinam Viet Vo Dao
Federația Mondială de Vovinam Viet Vo Dao (WVVF) a fost înființată la 25 septembrie 2008 în cadrul Congresului Fundației din Ho Chi Minh, Vietnam, fiind reprezentanți din 23 de țări din întreaga lume, conform aprobării Guvernului Republicii Socialiste Vietnam, Ministerului Culturii, Sport și Turism, Comitetul Olimpic din Vietnam și Federația Vovinam din Vietnam. În acest moment, Vovinam este practicat pe toate continentele și regiunile din lume. WVVF are, ca membri, organizații Vovinam din peste 50 de țări din întreaga lume

La 28 iulie 2011, în Ho Chi Minh City, a avut loc a 2-a Adunare Generală a WVVF cu 21 de reprezentanți ai națiunilor membre (India, Iran, Vietnam, Indonezia, Cambodjia, Laos, Rusia, Belarus, Polonia, Germania, Anglia, Belgia, Franța, Spania, Italia, Danemarca, Elveția, Algeria, Maroc, România și Australia). În cadrul evenimentului au fost votate în unanimitate mai multe decizii:
stabilirea calendarului campionatelor mondiale (Vietnam 2011, Franța 2013, Algeria 2015),
eliberarea certificatului oficial de arbitraj (arbitrul, pentru obținera certificatului, este antrenat în formare cu o durată de o săptămână),
WVVF-ul este acum eligibil doar pentru a acorda centuri roșii (de la 4 dang),
stabilirea componenței Comitetului Executiv al WVVF-ului
- Președinte: Nguyễn Danh Thái, ministrul adjunct pentru sport, cultură și turism din Vietnam, președinte al Comitetului Olimpic din Vietnam, șef al Adunării Generale a WVVF-ului;

- Vice-președinte general: Le Quoc An, președinte al Federației Vietnameze de Vovinam (VVF);

- Vice-președinte tehnic: Nguyễn Văn Chiếu, vice-președinte al Federației Vietnameze de Vovinam (VVF) și Director tehnic mondial al WVV;

- Vice-președinte: Mohammad Nouchi, președinte al Federației Iraniene de Arte Marțiale și președinte al Federației  Asiei de Vovinam Viet-Vo-Dao (AVF);

- Vice-președinte: Florin Macovei, Director Tehnic Național Vovinam Việt Võ Đạo România și președinte al Federației Europene Vovinam Viet-Vo-Dao (EVVF);

- Vice-președinte: Yuri Popov, director tehnic al Federației Rusești de Vovinam Viet Vo Dao (RFVV).

În WVVF sunt afiliate peste 54 de țări. Scopurile urmărite de WVVF în activitatea ei sunt reprezentate de urmatoarele:
1. Constituirea într-un organism mondial de gestionare pentru Vovinam care are ca scop standardizarea și răspândirea sportului pe plan mondial în concordanță cu spiritul și principiile tradiționale ale Vovinamului.
2. WVVF caută să realizeze idealurile “Promptitudine – Puternic – Exact – Durabil” cu ajutorul competițiilor Vovinam și a altor activități.
3. WVVF trebuie să se conformeze principiilor generale și fundamentale ale Cartei Olimpice și să răspândească Vovinam în toată lumea prin Mișcarea Olimpică.
4. Conform Cartei Olimpice și regulilor WVVF, WVVF își menține independența și autonomia în administrarea Vovinam în națiunile membre și federațiile continentale.
5. Toate asociațiile naționale membre și individuale vor fi egale, în conformitate cu Regulile W.V.V.F. și vor fi libere de orice formă de prejudecăți pe motiv de rasă, gen, politică, religie.
6. WVVF va respecta Codul Anti-Doping al Mișcării Olimpice (OMAD) prevăzut de IOC și de alte coduri anti-doping relevante în păstrarea valorii intriseci a spiritului sportului.
7. WVVF va promova principiile adoptate cu privire la filozofia Vovinam, dezvoltarea tehnicilor și certificarea gradelor.
8. WVVF se va consulta pentru integrarea celor mai bune practici și modele ale I.O.C. și altor Federații Internaționale ale Mișcării Olimpice și altor Organizații pentru dezvoltarea Vovinam[7]

### Federația Asiatică de Vovinam
Federația Asiatică de Vovinam a fost înființată în 2008. La eveniment au participat reprezentanți din 11 țări asiatice, precum și Vicepreședintele Consiliului Olimpic al Asiei și Secretarul General al Comitetului Olimpic al  Republicii Islamice Iran. Președinte al Federației Asiatice de Vovinam a fost ales  Mohammad Nouhi .
Secretarul Federației Mondiale de Vovinam (World Vovinam Federation)  Vo Danh Hai  a menționat: „Când am ales Iranul să organizeze congresul și ca sediul central al Federației Asiatice de Vovinam, mulți au întrebat de ce nu am ales altă țară sau Vietnam. Am decis să alegem Iranul deoarece această țară are o lungă tradiție în artele marțiale și mulți practicanți de arte marțiale, care au câștigat Campionate Mondiale și Olimpice în taekwondo, karate și box”.

### Federația Europeană de Vovinam Viet Vo Dao
La 26 aprilie 2010, conducătorii Federației Mondiale a Vovinamului, s-au întrunit la Paris cu oficialii francezi ai FFKDA și liderii naționali europeni. Urmare a discuțiilor s-a decis crearea Federației Europene Vovinam Viet Vo Dao (EVVF). La 13 mai 2016, Frankfurt, s-a desfășurat Adunarea Generală a EVVF. Florin Macovei a fost ales președinte pentru un mandat de patru ani.
Componența Comitetului Executiv al EVVF-ului în 2017
- Președinte: Florin Macovei, România
- Vicepreședinte - Director tehnic: Vittorio Cera, Italia
- Vicepreședinte - Arbitraj: Le Huu Dai, Belgia
- Vicepreședinte: Georges Méchain, Franța
- Vicepreședinte: Siarhei Sharenda, Belarus
- Secretarul General: Nguyen Thanh Nha, Anglia
- Secretar general adjunct: Dinh Tri, Belgia
- Trezorier: Marie-France Méchain, Franța
- Membri: Tan Rousset (Elveția), Dinh Du Tran (Germania)

Comisia tehnică
- dl. Jean Michel Sudoruslan (Franța)
- dl. Michele Garofalo (Italia)

#### Statele membre ale Federației Europene Vovinam Viet Vo Dao
- Belarus

Președinte/Director Tehnic- Siarhei Sharenda
- Anglia

Președinte/Director Tehnic - François Berrier
- Italia

Președinte - Luca Marzocchi
Director Tehnic - Vittorio Cera
- România

Președinte/Director Tehnic - Florin Macovei
- Elveția

Președinte/Director Tehnic - Jean (Tân) Rousset
- Belgia

Președinte/Director Tehnic - Le Huu Dai
- Franța

Președinte - Francis DIDIER
Director Tehnic - Patrick ROSSO
- Republica Moldova

Președinte - Ilie Tătaru
Director Tehnic - Oleg Trocin
- Rusia

Președinte -  Yury Popov
Director Tehnic - Pham Quang Long
- Danemarca

Președinte/Director Tehnic - Thanh Ngoc Tran
- Germania

Președinte/Director Tehnic - Dietmar Thom
- Polonia

Președinte/Director Tehnic - Ryszard Jóźwiak
- Spania

Președinte - Pedro Ángel González Delgado

## Tehnică

### Program
Vovinam Viet Vo Dao este o artă marțială foarte complexă, cu o mare varietate de tehnici:
- Atac, tehnici de autoapărare și contra-atac, sunt învățate și efectuate cu partener
- Chiến lược-uri -  strategii de luptă
- Poziții de atac sau apărare, uneori inspirate de bestiarul asiatic (tigru, dragon, șarpe ...)
- Quyene -  tehnici de luptă cu adversari imaginari, care permit revederea propriilor rezultate (echivalente cu kata japoneză)
- Song Luyene - lupte fictive (similare Quyenelor, cu implicarea a doi practicanți)
- Đa Luyệne - lupte coregrafice în care un practicant, cel mai adesea, luptă cu mai mulți adversari. Această tehnică este practicată mai des pentru  demonstrații și competiții spre deosebire de Song Luyene, care trebuie prezentate pentru obținerea gradelor.

## Centurile și vestimentația

### Ținuta de Antrenament

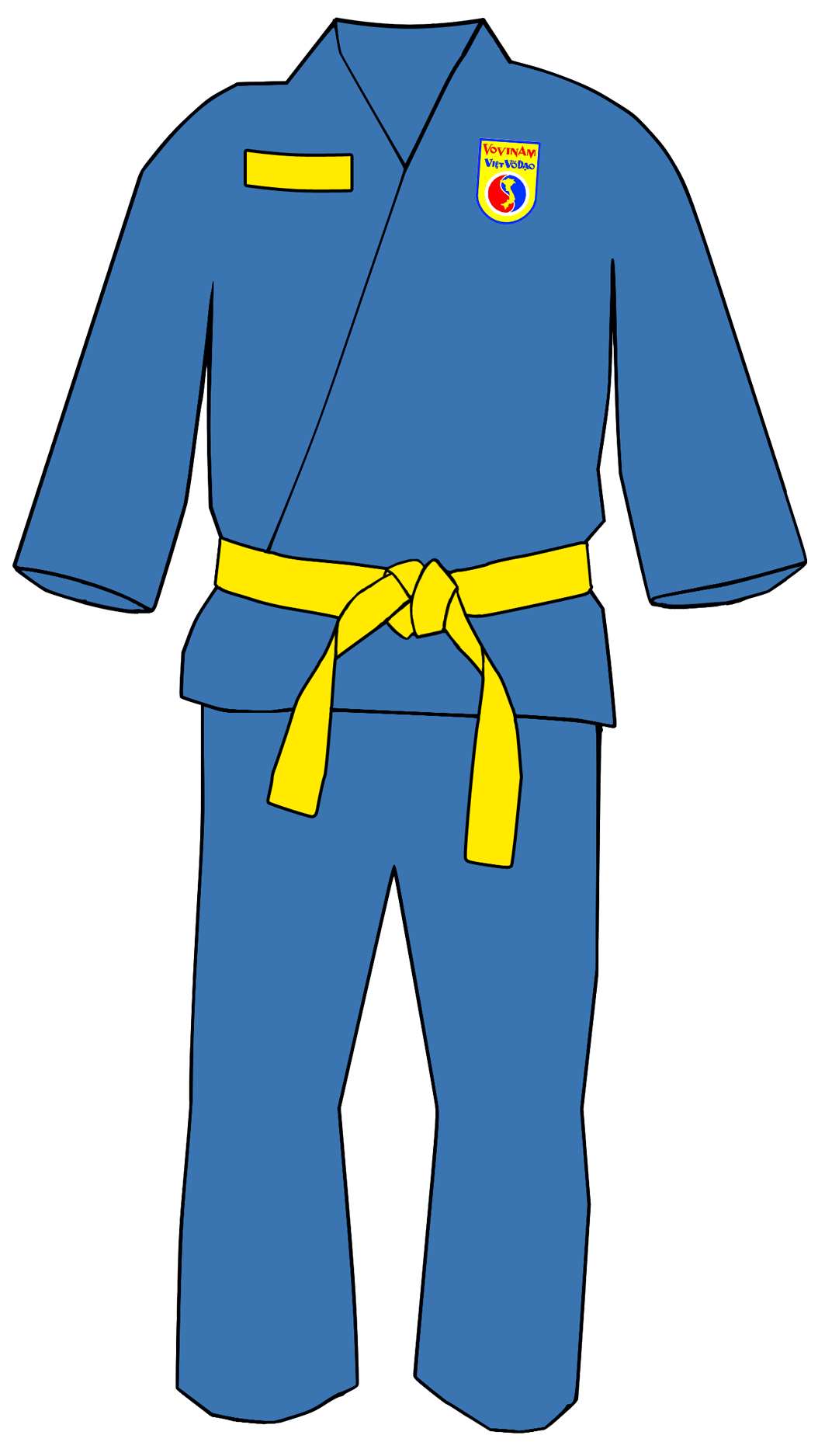
Uniformă albastră oficială de Vovinam sau "võ phục"

Ținuta stilului este VO PHUC-ul (generic denumit kimono în celelalte arte marțiale) de culoare albastră folosit de către practicanții din toată lumea.
Pe VO PHUC, în partea dreaptă, se află un ecuson dreptunghiular de culoarea centurii brodat cu numele practicantului, iar în partea stângă, în dreptul inimii, se află ecusonul cu emblema Vovinam.
VO PHUC-ul  este prins cu centură de culoarea și cu simbolurile corespunzătoare nivelului la care a ajuns practicantul.

### Centurile
| Title | Tự Vệ Nhập Môn | Lam Đai    | Hoàng Đai  | Hoàng Đai  | Hồng Đai | Bạch Đai    |
| Rank  | Novice         | Practicant | Practicant | Instructor | Master   | Grandmaster |
| Belt  |                |            |            |            |          |             |

Practicantul începe cu o centură cyan - aceeași culoare ca și costumul său.
Albastrul reprezintă factorul mării și speranța - speranța de a avea succes în învățarea Vovinam.
Galben este simbolic pentru culoarea pielii poporului asiatic. Simbolizează conștientizarea filosofiei artei marțiale.
Roșul reprezintă sângele și flacăra.
Albul reprezintă infinitatea, este simbolul profunzimii spiritului. Centura albă îi atribuie deținătorului măiestria absolută în Vovinam Việt Võ Đạo.

### Ecuson cu numele practicantului
Cu fiecare schimbare a culorii centurii se schimbă culoarea ecusonului de identificare. Practicanții cu centură albastră încep cu text galben pe ecusoane de culoare albastră. Cu centura galbenă, ecusonul cu numele se schimbă în textul roșu pe fundal galben. 
Centura roșie apare împreună cu un text alb. Ecusonul este de culoare roșie, numele de culoare albă.
Nivelul cel mai înalt este destins prin centură albă cu linii subțiri în 3 culori: albastru, galben, roșu.

## Lexic utilizat
În procesul de instruire, de obicei, cu practicanții se discută în limba țării în care sunt organizate cursurile. În Vovinam Viet Vo Dao, ca și în majoritatea artelor marțiale, se respectă anumite tradiții și ritualuri. Este inevitabil ca practicanții să știe a număra în vietnameză, să știe cum se numesc loviturile de pumn, palmă, picior, tehnicile codificate cu denumiri specifice și numeroase.
Salutul se face în trei etape:
- Pregătire: nghiêm
- Pregătire de salut: nghiêm lễ
- Salutul: lễ

Câteva cuvinte sau expresii ce trebuie cunoscute de practicanțiii vovinam viet vo dao:
- costum             : võ phục
- centură          : đai lưng
- antrenor        : võ sư
- praticant        : võ sinh
- gardă	           : thế thu

Tehnici de bază
- Đấm               : lovituri de pumn
- Đá                : lovituri de picior
- Gạt               : blocaje
- Chỏ               : lovituri de cot
- Gối               : lovituri de genunchi
- Chem              : lovituri de cantul palmei

Lovituri de pumn (Đấm)
- Đấm thang       : lovitură de pumn, directă
- Đấm thap        : lovitură de pumn, directă în jos
- Đấm moc : lovitură de pumn circular din exterior în interior, croșeu
- Đấm lao         : lovitură de pumn lansat, maimuța
- Đấm muc         : lovitură de pumn, uppercut
- Đấm bua         : lovitură cu dosul pumnului de sus în jos cu armare de după cap

Lovituri de cantul palmei (Chem)
4 lovituri de cantul palmei (4 Loi Chem):
- 1 - cu palma în jos din interior spre exterior
- 2 - cu palma în sus din exterior în interior
- 3 - directă cu degetele în sus
- 4 - directă cu palma în sus

Lovituri de picior (Đá)
- Lovitură de picior directă : Đá thang
- Lovitură de picior circulară : Đá tat
- Lovitură de picior laterală : Đá dap
- Lovitură de picior prin răsucire (circulară) : Đá lái
- Lovitură de picior prin răsucire (laterală) : Đá dap lái

Numărătoare
- 1 = Một
- 2 = Hai
- 3 = Ba
- 4 = Bốn
- 5 = Năm
- 6 = Sáu
- 7 = Bẩy; Bảy
- 8 = Tám
- 9 = Chín; Chin
- 10 = Mười